# أضواء على السنة المحمدية
أضواء على السنّة المحمّديّة كتاب من تأليف محمود أبو رية، وقد أثار ردود فعل واسعة بين المؤيّدين والمعارضين.

## ردود
- كتب عبد الرحمن المعلمي اليماني كتاب الأنوار الكاشفة لما في كتاب أضواء على السنة من الزلل والتضليل والمجازفة نقداً على ما تضمّنه كتاب الأضواء.
- كتب محمد عبد الرزاق حمزة كتاب ظلمات أبي ريّة أمام أضواء السنّة المحمّديّة.
- كتب مصطفى السباعي كتاب السنّة ومكانتها في التشريع الإسلامي.
- كتب محمد أبو شهبة دفاع عن السنّة.
- كتب عبد الحليم محمود السنّة في مكانتها وفي تاريخها.

## تراجم
- ترجمه ولي الله حسومي إلى الفارسيّة بعنوان رويكردى نو به سنت پيامبر، وترجمه نثار أحمد الزينپوري إلى الأردويّة بعنوان حديث سى دفاع.